# Aukštaitija

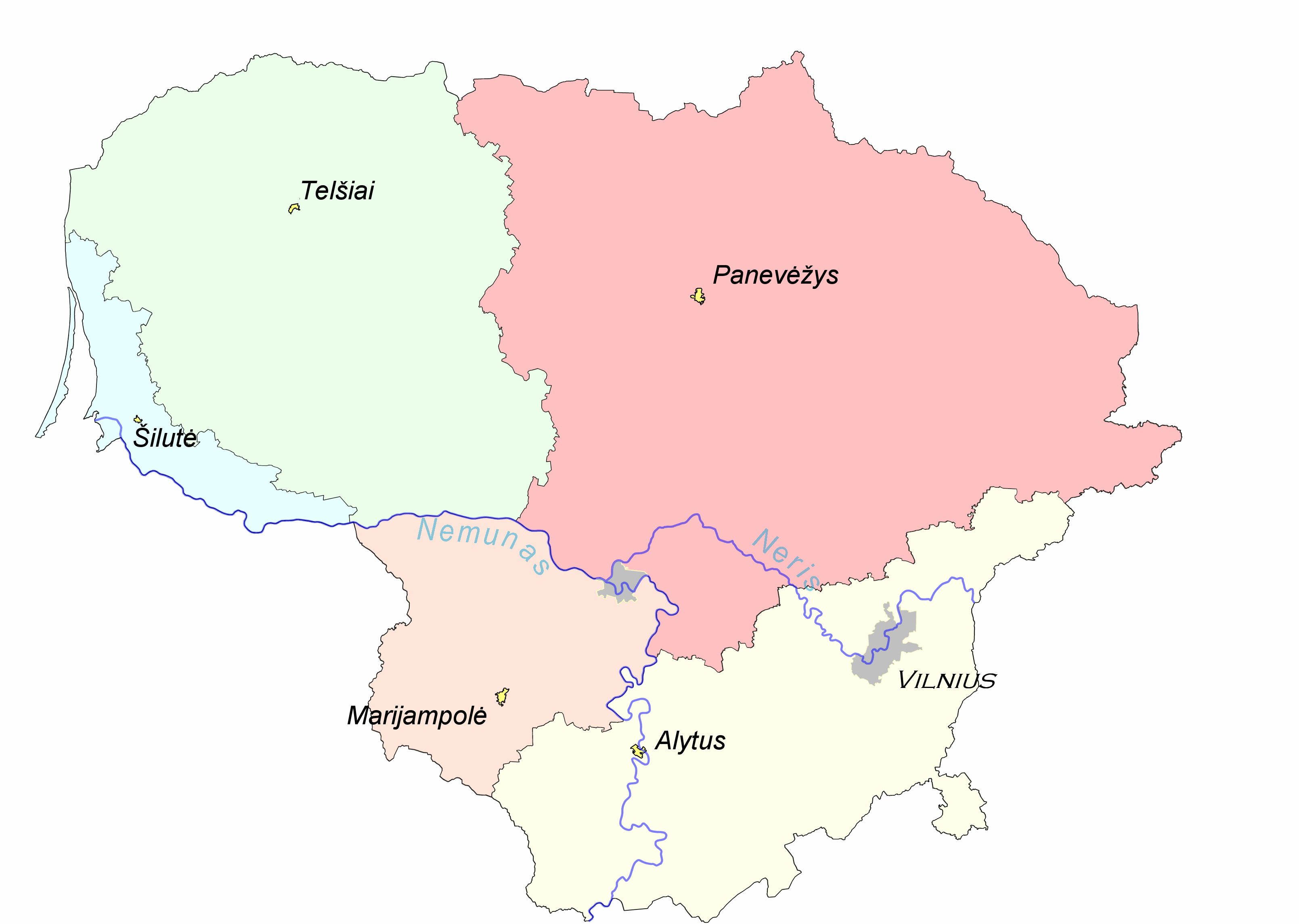
De ligging van Aukštaitija in Litouwen in het rood

Aukštaitija of Opper-Litouwen is een van de vijf etnografische regio's van Litouwen. Aukštaitija is gelegen in het noordoosten van Litouwen en beslaat ook een klein deel van Letland en Wit-Rusland. De grootste stad van de regio is Panevėžys.

## Geschiedenis
De geschiedenis van Aukštaitija valt grotendeels samen met die van het Groothertogdom Litouwen tot de dertiende eeuw. In een verdrag van Gediminas uit de 1322 werd Aukštaitija terra Eustoythen genoemd. In de Chronicon terrae Prussiae van Peter van Dusburg werd de regio aangeduid als Austechia. Sinds het einde van de dertiende eeuw bestond de regio uit de hertogdommen Trakai en Vilnius. Vanaf de vijftiende eeuw zou het bestaan uit de woiwodschappen van Trakai en Vilnius.

## Demografie
De lokale bevolking spreekt het Aukštaitische dialect van het Litouws, ook het Samogitisch, Sudovisch en Dzukisch vallen als dialecten hieronder. Daarnaast leven er in het oosten van de regio ook Russische en Wit-Russische minderheden.